# Sella (Grünewald)

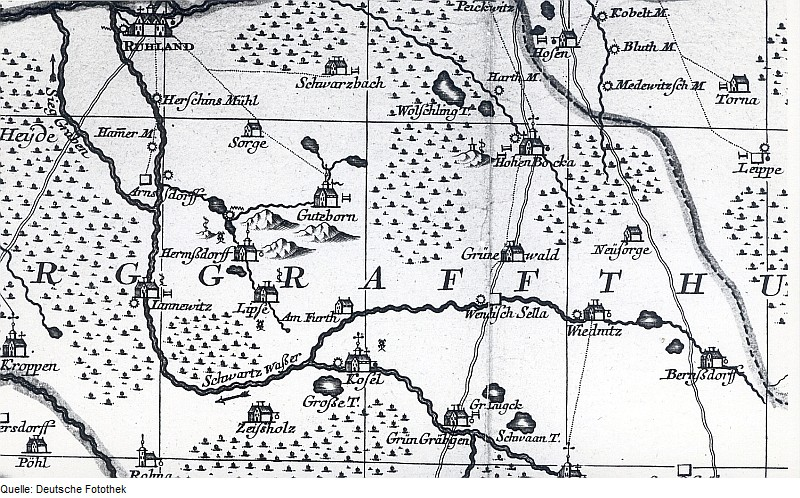
Sella, dargestellt in einer Karte aus dem Jahr 1757; bezeichnet als Wendisch Sella

Sella (um 1757 und noch um 1825 als Wendisch Sella bezeichnet, sorbisch Zelnje) ist heute ein Gemeindeteil der Gemeinde Grünewald im südbrandenburgischen Landkreis Oberspreewald-Lausitz im Amt Ruhland.

## Geografie
Sella liegt südöstlich der Stadt Ruhland in der Oberlausitz an der Grenze zum Freistaat Sachsen.
Westlich und nördlich von Sella liegen weitere Ort des Amtes Ruhland, Lipsa, Guteborn und direkt nördlich angrenzend Grünewald. Weiter nördlich befinden sich Hohenbocka und die Stadt Senftenberg mit ihren Ortsteilen Peickwitz und Niemtsch. Im Osten, Süden und teilweise im Westen grenzt Sella an Orte des Freistaates Sachsen – Wiednitz mit seinem Ortsteil Heide, Grüngräbchen, Cosel und Zeisholz.

## Geschichte

### Namensentwicklung
Im Jahr 1455 wurde Sella erstmals als Sell erwähnt. Der Name ist vermutlich vom sorbischen Stamm zel- („grün“) abgeleitet, worauf auch das benachbarte Grünewald hindeutet. Eine weitere Möglichkeit ist eine Ableitung von altsorbisch *želv für Schildkröte. In den Jahren 1525 und 1588 wurde der Ort bereits als Sella bezeichnet. 1558 und 1678 gab es leichte Abwandlungen zu Selle beziehungsweise Sölla. Ab 1800 wurde der Ort in Abgrenzung zum bei Königsbrück gelegenen gleichnamigen Ort als Wendisch Sella bezeichnet. Seit 1938 ist das Sella bei Königsbrück wüst. Von den Nationalsozialisten wurde der Ortsname von 1936 bis 1945 in Lindhain geändert, das benachbarte Lipsa wurde in diesem Zusammenhang in Lindenort umbenannt.

### Ortsgeschichte
Das 1455 erwähnte Sella ist von der Anlage ein slawischer Rundling mit einem angelagerten Straßenangerdorf. Sella und das benachbarte Cosel gehörten zur Grundherrschaft des Augustinerklosters in Altendresden. Der Landvogt der Oberlausitz Karl von Münsterberg entzog dem Kloster beide Güter unter dem Vorwand verweigerter Türkensteuer und verkaufte sie am Sonntag nach Jacobi 1523 für 4500 Mark seinem Schwager Wenzel von Schönburg († 1523) auf Hoyerswerda für dessen minderjährige Söhne Wanke und Georg. Nach einer Klage der Augustiner bei Ludwig II. wegen des ihnen geschehenen Unrechts musste 1526 der neue Vormund, Karl von Schönburg zu Pirstein und Trautenau, beide Dörfer dem Kloster nochmals förmlich für 3000 Floren abkaufen. Nach Erreichen der Volljährigkeit nannten sich Wanke und Georg, die als Bastarde nicht zur Führung des Namens „von Schönburg“ berechtigt waren, nach ihrem Gut Cosel als „von der Cosel“ und erwarben noch weitere Dörfer in der Umgebung. Nach dem Tod eines der beiden Brüder wurden dessen Söhne Alexander und seine Brüder 1558 mit Cosel, Sella, Zeisholz, Oßling und Lieske belehnt. Alexander von der Cosel verkaufte 1584 das Dorf Sella für 4000 Floren an einen Herrn von Rosenhain auf Grünewald.
Im Jahr 1554 wurde Sella nach Schwepnitz eingepfarrt. Ab 1621 gehörte es zum Rittergut Cosel und ab 1665 zum Rittergut Grünewald. Im Zuge der Ergebnisse des Dreißigjährigen Krieges kam Sella als Teil der Oberlausitz an das Kurfürstentum Sachsen. Infolge des Wiener Kongresses wurde 1815 um Sella die sächsisch-preußische Grenzlinie gezogen; Sella fiel an Preußen und war mit Ausnahme des Nordens an drei Seiten von sächsischem Gebiet umgeben.
Von 1825 bis 1952 gehörte Sella zum Landkreis Hoyerswerda. Im Jahr 1937 wurde der Ort von den Nationalsozialisten zur Tilgung des sorbischstämmigen Ortsnamens in Lindhain umbenannt. Am 1. April 1938 erfolgte die Eingemeindung nach Grünewald. Nach dem Ende des Zweiten Weltkriegs erhielt der Ort wieder den Namen Sella. Mit der Kreisgebietsreform 1952 kam Sella mit dem gesamten Gebiet um Ruhland an den Kreis Senftenberg.

### Einwohnerentwicklung
| Einwohnerentwicklung in Sella ausgewählte Jahreszahlen von 1777 bis 1999 | Einwohnerentwicklung in Sella ausgewählte Jahreszahlen von 1777 bis 1999 | Einwohnerentwicklung in Sella ausgewählte Jahreszahlen von 1777 bis 1999 | Einwohnerentwicklung in Sella ausgewählte Jahreszahlen von 1777 bis 1999 | Einwohnerentwicklung in Sella ausgewählte Jahreszahlen von 1777 bis 1999 | Einwohnerentwicklung in Sella ausgewählte Jahreszahlen von 1777 bis 1999 | Einwohnerentwicklung in Sella ausgewählte Jahreszahlen von 1777 bis 1999 | Einwohnerentwicklung in Sella ausgewählte Jahreszahlen von 1777 bis 1999 | Einwohnerentwicklung in Sella ausgewählte Jahreszahlen von 1777 bis 1999 | Einwohnerentwicklung in Sella ausgewählte Jahreszahlen von 1777 bis 1999 | Einwohnerentwicklung in Sella ausgewählte Jahreszahlen von 1777 bis 1999 | Einwohnerentwicklung in Sella ausgewählte Jahreszahlen von 1777 bis 1999 | Einwohnerentwicklung in Sella ausgewählte Jahreszahlen von 1777 bis 1999 | Einwohnerentwicklung in Sella ausgewählte Jahreszahlen von 1777 bis 1999 |
| Jahr                                                                     | Einwohner                                                                | Jahr                                                                     | Einwohner                                                                | Jahr                                                                     | Einwohner                                                                | Jahr                                                                     | Einwohner                                                                | Jahr                                                                     | Einwohner                                                                | Jahr                                                                     | Einwohner                                                                | Jahr                                                                     | Einwohner                                                                |
| ------------------------------------------------------------------------ | ------------------------------------------------------------------------ | ------------------------------------------------------------------------ | ------------------------------------------------------------------------ | ------------------------------------------------------------------------ | ------------------------------------------------------------------------ | ------------------------------------------------------------------------ | ------------------------------------------------------------------------ | ------------------------------------------------------------------------ | ------------------------------------------------------------------------ | ------------------------------------------------------------------------ | ------------------------------------------------------------------------ | ------------------------------------------------------------------------ | ------------------------------------------------------------------------ |
| 1777                                                                     | 10 besessene Mann 10 Häusler                                             | 1825                                                                     | 110                                                                      | 1871                                                                     | 160                                                                      | 1885                                                                     | 168                                                                      | 1905                                                                     | 175                                                                      | 1925                                                                     | 159                                                                      | 1999                                                                     | 125                                                                      |

## Sehenswürdigkeiten

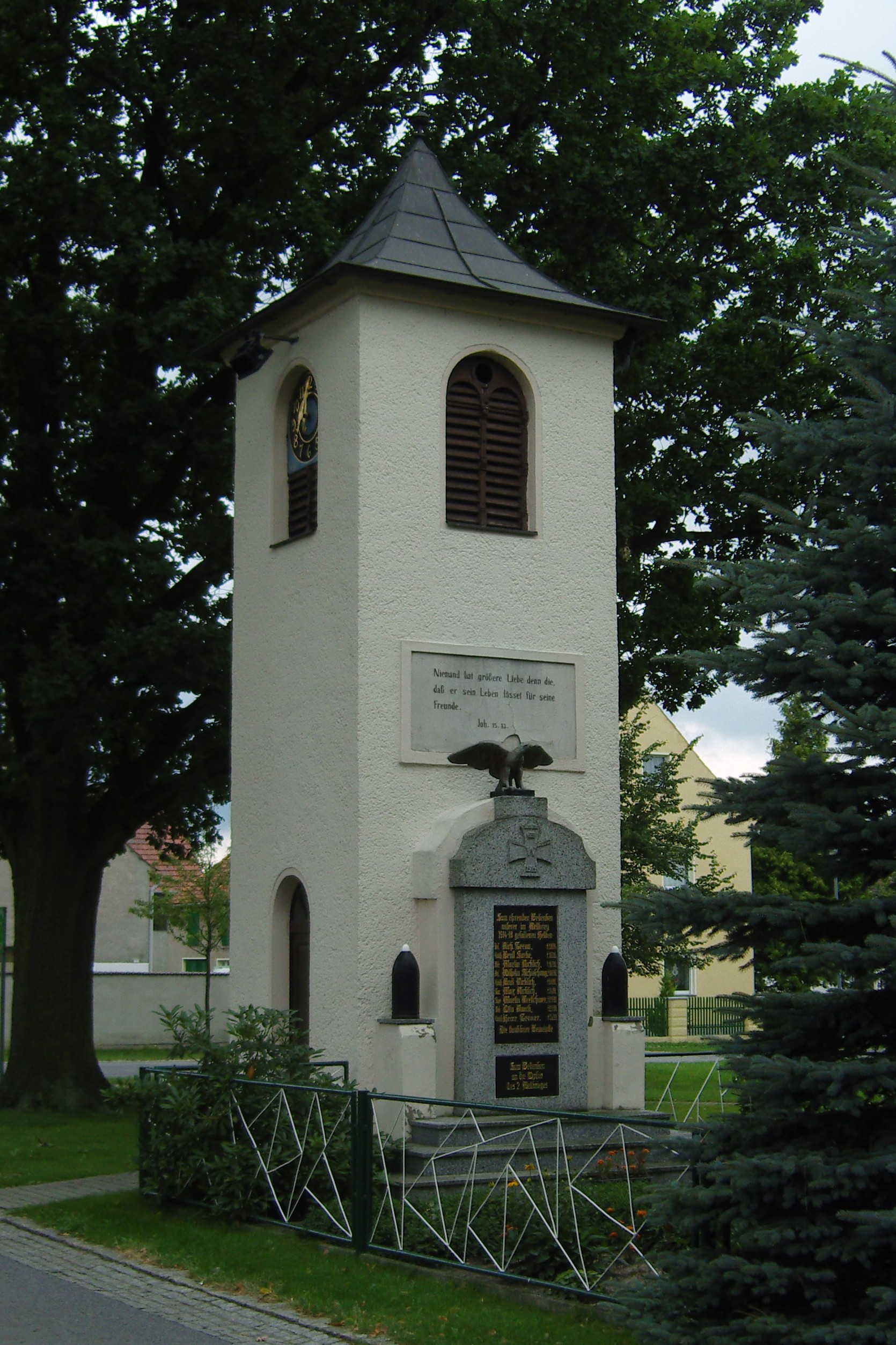
Glockenturm

Im Jahr 2003 wurde der Dorfplatz neugestaltet. Auf dem Dorfplatz steht ein Glockenturm, der im Jahr 1886 errichtet wurde. Die Turmglocke wurde von der Stadt Schwepnitz gekauft. Die Glocke schlägt zu jeder vollen und halben Stunden sowie 18:00 Uhr für zwei Minuten. Am Glockenturm befindet sich ein Kriegerdenkmal für die Gefallenen des Ersten Weltkriegs.
Das ehemalige Kulturhaus wurde zwischenzeitlich als Disco benutzt und stand lange Zeit inaktiv. Zurzeit wird es zu einer Autowerkstatt umgebaut.